# Chauray
Chauray är en kommun i departementet Deux-Sèvres i regionen Nouvelle-Aquitaine i västra Frankrike. Kommunen ligger i kantonen Niort-Nord som tillhör arrondissementet Niort. År 2022 hade Chauray 7 173 invånare.

## Befolkningsutveckling
Antalet invånare i kommunen Chauray
| Referens: INSEE |